# SS-100-X

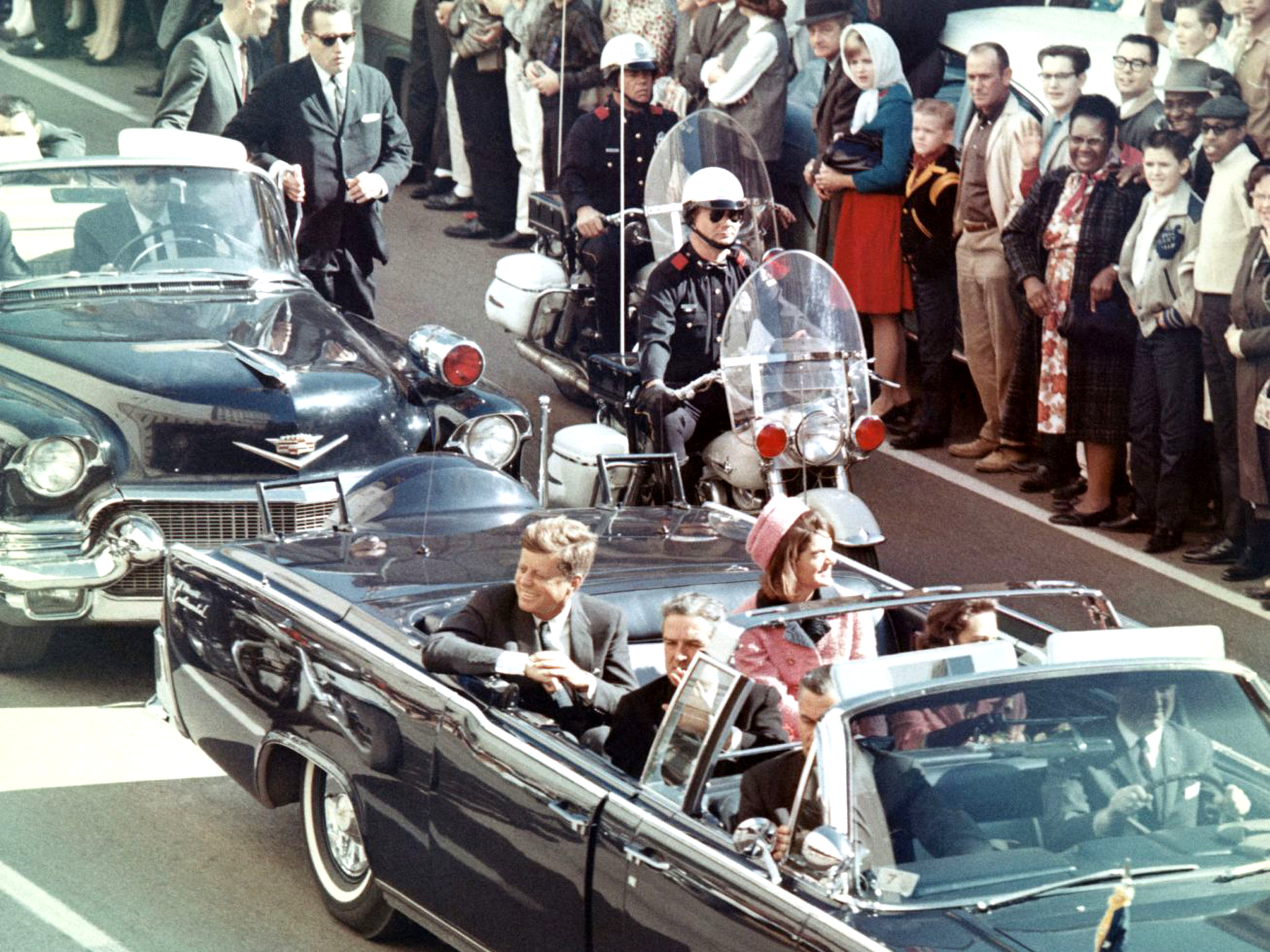
Kennedy en la limusina en Dallas, minutos antes de su asesinato.

SS-100-X fue el nombre en clave del Servicio Secreto de los Estados Unidos para la limusina presidencial en la cual fue asesinado el expresidente John F. Kennedy. Era un vehículo basado en un Lincoln modelo 1961, diseñado por la Hess & Eisenhardt, en Cincinnati Ohio. Esta limusina fue presentada para su entrada en servicio en la Casa Blanca en marzo de 1961.